# Ribeira da Terra Alta
Ribeira da Terra Alta é um curso de água português que atravessa o lugar da Terra Alta, freguesia da Ribeirinha, concelho das Lajes do Pico, ilha do Pico, arquipélago dos Açores.
Este curso de água encontra-se geograficamente localizado na parte Sul da ilha, dentro das coordenadas geográficas de Latitude 38° 27' Norte e de Longitude 28° 6' 0 Oeste.
Este curso de água, um dos maiores da ilha do Pico tem origem a uma cota de altitude de cerca de 500 metros. A suabacia hidrográfica procede à drenagem de uma areia que engloba a Atalhada e o Cabecinho.
Este curso de água que desagua no Oceano Atlântico, fá-lo na costa próximo à Rocha Alta e à Ponta do Espigão.